# بیگانه (فیلم ۱۹۶۷)
بیگانه (ایتالیایی: Lo straniero) فیلمی به کارگردانی لوکینو ویسکونتی است که سال ۱۹۶۷ اکران شد. فیلم اقتباسی از رمان مشهور آلبر کامو به همین نام است و مارچلو ماسترویانی و آنا کارینا در آن نقش‌آفرینی کرده‌اند.

## بازیگران
- مارچلو ماسترویانی
- آنا کارینا
- برنار بلیه
- ژرژ ویلسون
- برونو کرمر
- میمو پالمارا
- ژرژ ژره
- ژاک هرلین
- پیر برتن
- والنتینو ماکی